# Конно, Альвина Иоханновна
Альвина (Альвине-Катарине) Иоханновна Конно (эст. Alvine Katharine Konno, в девичестве — Леэсмент (эст. Leesment); 30 марта 1901 — 18 марта 1994, Таллин) — эстонский советский партийный и государственный деятель, депутат Верховного совета СССР 4-го созыва.

## Биография
Первую половину жизни провела в Ярославской области, куда ещё до революции переселилась её семья.
С 1945 года — на партийной работе в Эстонской ССР. В 1945—1949 годах — инструктор ЦК КП Эстонии, в 1949—1950 годах — секретарь районного комитета Харьюмаа, в 1950—1952 годах — первый секретарь районного комитета Козе, в 1952 году — секретарь Таллинского областного комитета, в 1952—1953 годах — глава женского отдела ЦК КП Эстонии. В 1953—1957 годах — первый секретарь районного комитета Рапламаа.
В марте 1954 года избрана депутатом Верховного совета СССР 4-го созыва (1954—1958) от Харьюского избирательного округа. Также избиралась депутатом Верховного совета ЭССР 3-го созыва (1951—1955).
Скончалась 18 марта 1994 года в Таллине. Похоронена на кладбище Пярнамяэ.

## Личная жизнь
Родители — Юхан Леэсмент (1863—1944) и Кадри Леэсмент (дев. Сабас, 1863—1945), в семье было 9 братьев и сестёр. Супруг — Йоханнес Конно (1896—1972), по профессии портной. Две дочери — Меэри и Лорейда.